# Franz de Paula Gundaccar von Colloredo-Mannsfeld

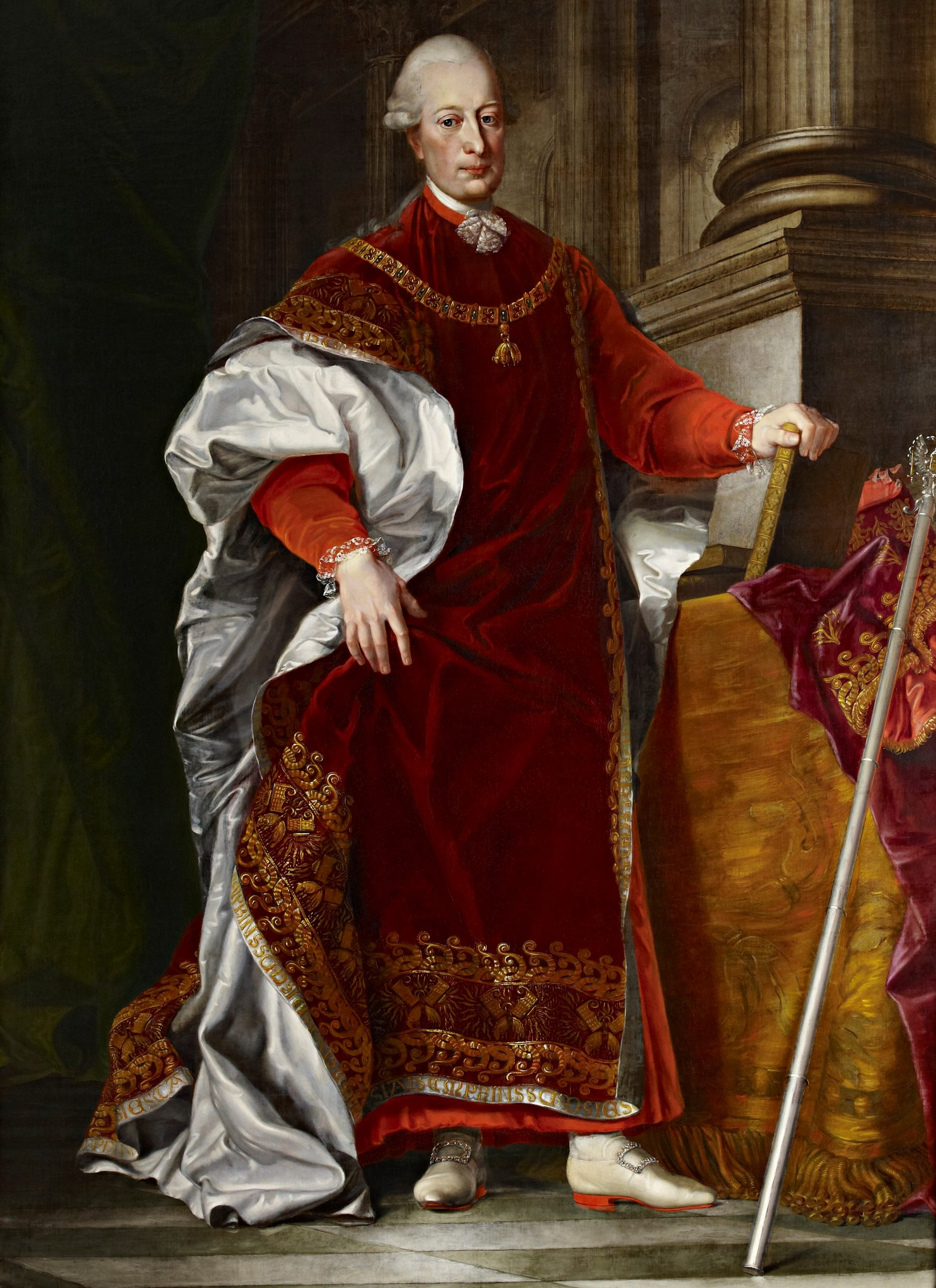
Książę Franz de Paula Gundaccar von Colloredo-Mannsfeld

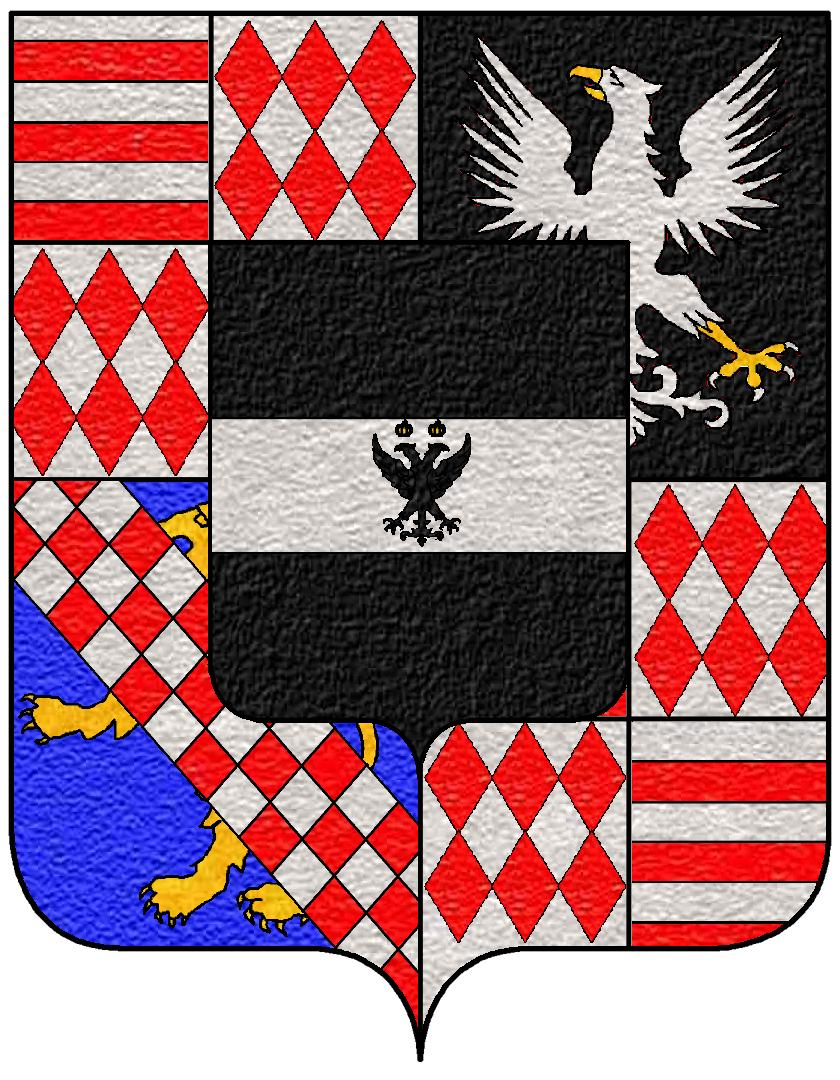
Herb Rodzinny

Franz de Paula Gundaccar von Colloredo-Mannsfeld (niem. Franz de Paula Adam Gundackar Joseph Rudolf Johannes Nepomuc Hieronymus Franz Xaver Wilhelm, cr Fürst von Colloredo-Mannsfeld, ur. 28 maja 1731 w Wiedniu, zm. 27 października 1807 tamże) – austriacki książę, dyplomata i polityk.
16 listopada 1765 roku wyznaczono go na szefa misji dyplomatycznej w Polsce, by pogratulować Stanisławowi Augustowi wstąpienia na tron. W latach 1767–1770 był austriackim ambasadorem w Hiszpanii, a w latach 1788–1806 ostatnim wicekanclerzem Świętego Cesarstwa Rzymskiego.
Dwukrotnie żonaty, po raz pierwszy 6 stycznia 1771 roku z hrabianką Marią Izabellą von Mansfeld-Vonderort (1750–1794), z którą miał pięcioro dzieci. Jego drugą żoną została 8 października 1797 roku, hrabina Maria Józefa von Schrattenbach (1750–1806).

## Potomstwo
- Rudolf Józef von Colloredo-Mannsfeld (1772–1843)
- Maria Gabriela (1773–1788)
- Maria Henrietta (1773–1814)
- Hieronymus Karl von Colloredo-Mansfeld (1775–1822)
- Ferdynand Józef de Paula (1777–1848)